# Tinc el teu nas
|  | No s'ha de confondre amb Figa (signe). |

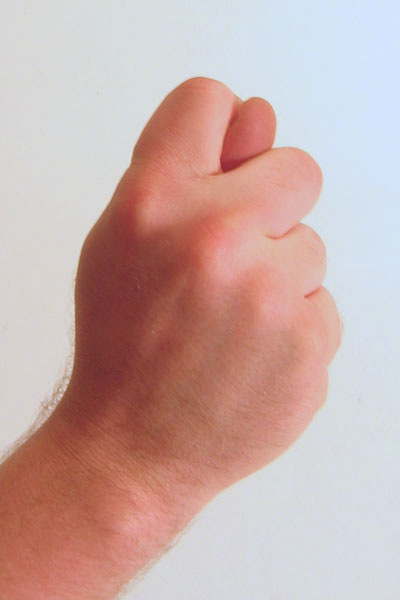
Posició de la mà de "Tinc el teu nas". La punta del polze representa el "nas" robat.

Tinc el teu nas és un joc per a nens en el qual una persona fingeix arrencar la nas de la cara d'algú (generalment una criatura de pocs anys). Es pot veure com un exemple mitjançant el qual es pot ensenyar als nens sobre l'engany i les il·lusions a manera de joc.

## Descripció
Per jugar Tinc el teu nas, la primera persona tanca la mà en un puny i col·loca els nusos dels dits índex i mig a cada costat del nas de l'infant. Després, es retira el puny de la cara de l'infant amb el polze del "lladre" sobreeixint entre els dits índex i mig; el polze representa el nas robat. Aquest moviment sol anar acompanyat d'una exclamació com "Tinc el teu nas!" .
El nen pot perseguir el lladre de nassos per recuperar el seu nas o pot respondre robant el nas de la primera persona (o d'algú més). El 'nas' es pot tornar pressionant el polze contra el nas del nen i obrint la mà, mostrant-li a l'infant que el lladre ja no posseeix el nas de l'infant.

## Característiques
Es juga generalment amb nens, entre amics de la família o parents (per exemple, pares, avis, oncles). Els nens petits de 2 o 3 anys sovint troben divertit aquest joc. Des del punt de vista cognitiu, això es deu al fet que els nens de tres anys tenen problemes per reconèixer que una cosa no sempre és el que aparenta, mentre que els nens de quatre anys tenen el doble de probabilitats de tenir aquesta capacitat. El joc és un exemple de com ensenyar als nens la mentida pro-social o l'engany lúdic.
A França, aquest joc es coneix com a ''je t'ai volé/piqué ton nez!'' (T'he robat el nas).